# Ivan Toplak
Ivan Toplak (Belgrado, 21 settembre 1931 – Maribor, 26 luglio 2021) è stato un calciatore e allenatore di calcio jugoslavo, dal 2003 serbo, di ruolo attaccante.

## Carriera

### Giocatore

#### Club
Giocò per l'Olimpia Lubiana e la Stella Rossa.

#### Nazionale
Giocò la sua unica partita in nazionale il 28 novembre 1956 a Londra in amichevole contro l'Inghilterra (0-3).

### Allenatore
Allenò successivamente diverse squadre di calcio, tra cui la Jugoslavia (che guidò a due edizioni consecutive dei Giochi Olimpici 1980 e 1984)  l'Indonesia.
Nell'estate 1967 viene ingaggiato dagli statunitensi dell'Oakland Clippers, con cui vince la NPSL I, progenitrice insieme alla USA, della più nota NASL. L'anno dopo sempre alla guida dei Clippers partecipa la prima edizione della NASL, chiusa al secondo posto della Pacific Division. Rimarrà alla guida dei Clippers sino al 1969, anno in cui il sodalizio giocò solo incontri amichevoli.
Nel 1974 diviene l'allenatore del San Jose Earthquakes. Nel corso della prima stagione con gli Earthquakes, la NASL 1974, Toplak venne sostituito dal giocatore Momčilo Gavrić quando dovette tornare per un periodo in Jugoslavia. L'anno dopo ottenne il quinto posto della Pacific Division.
Guidò la squadra di indoor soccer degli Earthquakes alla vittoria della stagione NASL indoor 1975.

## Statistiche

### Cronologia presenze e reti in nazionale
| Cronologia completa delle presenze e delle reti in nazionale ― Jugoslavia | Cronologia completa delle presenze e delle reti in nazionale ― Jugoslavia | Cronologia completa delle presenze e delle reti in nazionale ― Jugoslavia | Cronologia completa delle presenze e delle reti in nazionale ― Jugoslavia | Cronologia completa delle presenze e delle reti in nazionale ― Jugoslavia | Cronologia completa delle presenze e delle reti in nazionale ― Jugoslavia | Cronologia completa delle presenze e delle reti in nazionale ― Jugoslavia | Cronologia completa delle presenze e delle reti in nazionale ― Jugoslavia |
| Data                                                                      | Città                                                                     | In casa                                                                   | Risultato                                                                 | Ospiti                                                                    | Competizione                                                              | Reti                                                                      | Note                                                                      |
| ------------------------------------------------------------------------- | ------------------------------------------------------------------------- | ------------------------------------------------------------------------- | ------------------------------------------------------------------------- | ------------------------------------------------------------------------- | ------------------------------------------------------------------------- | ------------------------------------------------------------------------- | ------------------------------------------------------------------------- |
| 28-11-1956                                                                | Londra                                                                    | Inghilterra                                                               | 3 – 0                                                                     | Jugoslavia                                                                | Amichevole                                                                | -                                                                         |                                                                           |
| Totale                                                                    |                                                                           | Presenze                                                                  | 1                                                                         |                                                                           | Reti                                                                      | 0                                                                         |                                                                           |

## Palmarès

### Calcio

#### Giocatore
- Campionato jugoslavo: 4

Stella Rossa: 1955-1956, 1956-1957, 1958-1959, 1959-1960
- Coppa di Jugoslavia: 2

Stella Rossa: 1957-1958, 1958-1959

#### Allenatore

##### Club
- NPSL I: 1

Oakland Clippers: 1967

##### Nazionale
- Campionato d'Europa Under-21: 1

1978
- Giochi del Mediterraneo: 1

 Spalato 1979
- Bronzo olimpico: 1

Los Angeles 1984

### Indoor soccer
- NASL Indoor: 1

San Jose Earthquakes: 1975.